# Jorge Thompson
George Thompson (Reino Unido de Gran Bretaña e Irlanda, 26 de marzo de 1839 - Paraguay, 9 de marzo de 1876), conocido en el Paraguay como Jorge Thompson, fue un ingeniero británico que ejerció su profesión en el Paraguay al servicio de los presidentes, Carlos Antonio López y Francisco Solano López. Fue especialmente conocido por su participación en la construcción de defensas durante la guerra de la Triple Alianza, tras la cual dejó escrito su testimonio sobre la misma.

## Biografía
George Thompson nació en el Reino Unido en 1848 siendo sus padres Tomas Thompson y Elisa Thompson. Contrajo matrimonio con la paraguaya Francisca Antonia Haedo Lafuente el 10 de diciembre de 1870. Sus hijos fueron: María Georgina Thompson Haedo casada con Federico Codas, Lidia Louisa Thompson Haedo y Thomas George Thompson Haedo. 

## Llegada al Paraguay
A partir del año 1848, el presidente del Paraguay, Carlos Antonio López, inició una apertura del sistema político, económico y tecnológico que había mantenido cerrado su antecesor, Gaspar Rodríguez de Francia. Entre las medidas que llevó adelante en dirección a la modernización tecnológica, estuvo la contratación de unos 188 ingenieros, en su mayoría de origen británico, que realizaron tareas de construcción de talleres y fabricación de maquinaria y armamento.
Bajo la dirección de los ingenieros ingleses, el Paraguay tuvo un astillero, la primera vía del ferrocarril, una fábrica de armamento, una fundición y varios edificios públicos modernos. Entre los adelantes tecnológicos, llegaron a construir los dos cañones de mayor calibre de la historia sudamericana, torpedos, minas y corazas buques de guerra.
George Thompson fue nombrado oficial de ejército y colaboró con el oficial alemán Wisner von Morgenstern en la construcción de las fortalezas de Humaitá y de Itapirú, centros de la estrategia defensiva del Paraguay.

## Las defensas de Humaitá y Curupayty
Iniciada la Guerra de la Triple Alianza con la invasión paraguaya de Corrientes y del Imperio del Brasil, y una vez fracasada ésta, la estrategia del presidente Francisco Solano López fue estrictamente defensiva. La fortaleza de Humaitá era el centro del dispositivo defensivo, y Thompson quedó a cargo de las fortificaciones. También inició la fortificación de los fuertes de Curupayty y Curuzú.
Según afirmaría en su libro sobre la Guerra, publicado en 1869, Thomspon decidió colaborar activamente en la guerra tras conocer el texto del Tratado de la Triple Alianza, ya que de su texto se desprendía que 

"Paraguay no tenía otra alternativa que luchar o sucumbir."

Tras el desastre de las armas paraguayas en la Batalla de Tuyutí, Thompson construyó una serie de líneas defensivas en torno al campo ocupado por los ejércitos enemigos. En torno a estas líneas defensivas se libró una serie de choques que – en conjunto – son conocidos como la Batalla de Boquerón.
Ante la imposibilidad de atacar directamente Humaitá por tierra, los brasileños tomaron por asalto Curuzú, fortaleza cuyas obras defensivas estaban incompletas. Trasladado el ejército aliado a Curuzú, desde allí planearon el asalto de la siguiente fortaleza, la de Curupayty.

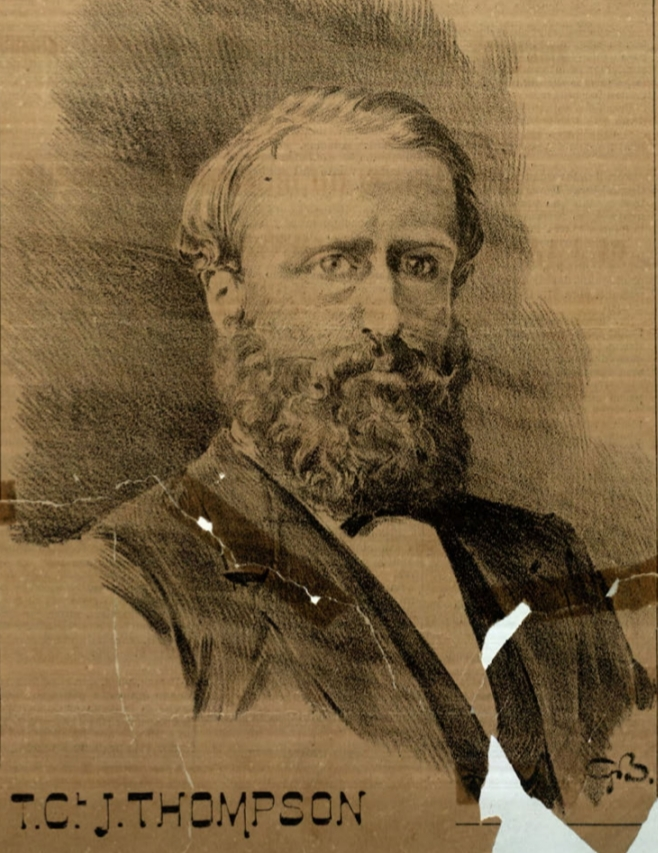
T. Ct. Thompson (Guido Boggiani, La Ilustración Paraguaya, 1888).

En sus memorias, Thompson criticó la pasividad de la escuadra brasileña, que no se atrevió a trasladar al ejército por detrás de las líneas paraguayas. En efecto, López aprovechó el tiempo que le dio la inactividad enemiga para levantar tres dispositivos defensivos, de los cuales estuvo encargado el mayor Thompson: por un lado, una batería de cañones ubicada en la Fortaleza de Humaitá, controlando el estrecho paso del río Paraguay frente al mismo. Para dificultar el paso, Thompson ubicó una gruesa cadena de hierro sobre una línea de botes, que atravesaba el río. Periódicamente eran librados desde la posición defensiva brulotes incendiarios sobre los buques brasileños que se acercaran demasiado, al igual de minas sumergidas.  Careciendo de minas suficientes, más tarde dejaría una línea semisumergida de damajuanas, que los brasileños interpretaron durante muchos meses como una línea de minas flotantes.
En segundo lugar, Thompson fortificó un amplio campo ubicado entre Humaitá, Curupayty y el Fuerte de Curuzú. Largos kilómetros de trincheras defensivas dificultaban el avance de las tropas enemigas por el escaso terreno que no estaba ocupado por esteros y lagunas. El conjunto del dispositivo defensivo fue bautizado como "Cuadrilátero", por el nombre de una instalación defensiva famosa de la reciente Guerra de Crimea.
El último – e históricamente más importante – de los dispositivos defensivos construidos por Thompson fue el reforzamiento de las trincheras de Curupayty: corrigió las líneas avanzadas, cavó una profunda zanja frente a las trincheras y atravesó árboles por delante de una trinchera de tierra apisonada, coronada por una empalizada. Toda la fortificación fue levantada en dos semanas, tiempo que el presidente López ganó por medio de un pedido de negociaciones, coronado en la infructuosa entrevista de Yataytí Corá. En condiciones normales, la fortificación era muy difícil de capturar en un avance frontal, e imposible de destruir por medio de artillería. Pero el presidente argentino Bartolomé Mitre facilitó enormemente las cosas a sus defensores, al ordenar el ataque frontal sobre Curupayty, sin apoyo lateral, al día siguiente de una copiosa lluvia, que obligó a los atacantes a avanzar entre el fango y el agua. El resultado de la Batalla de Curupayty fue el desastre más completo de las fuerzas aliadas en la guerra: los argentinos sufrieron 983 muertos y 2002 heridos; los brasileños, 408 muertos y 1.338 heridos. Por su parte, los paraguayos tuvieron 92 bajas en total.
Tras un período en que la guerra se paralizó, tanto por el efecto del desastre de Curupayty sobre los atacantes, como por una epidemia de cólera que causó miles de bajas en ambos bandos, la fortaleza de Humaitá fue superada por la escuadra brasileña debido al hundimiento parcial de la cadena de hierro durante una crecida del río, además de que los brasileños utilizaron únicamente acorazados especiales, en particular del tipo "monitor". De modo que pronto la posición de Humaitá fue insuficiente para frenar a los invasores: primero Curupayty fue tomada, y luego Humaitá completamente cercada.

## La línea defensiva del Piquisiry

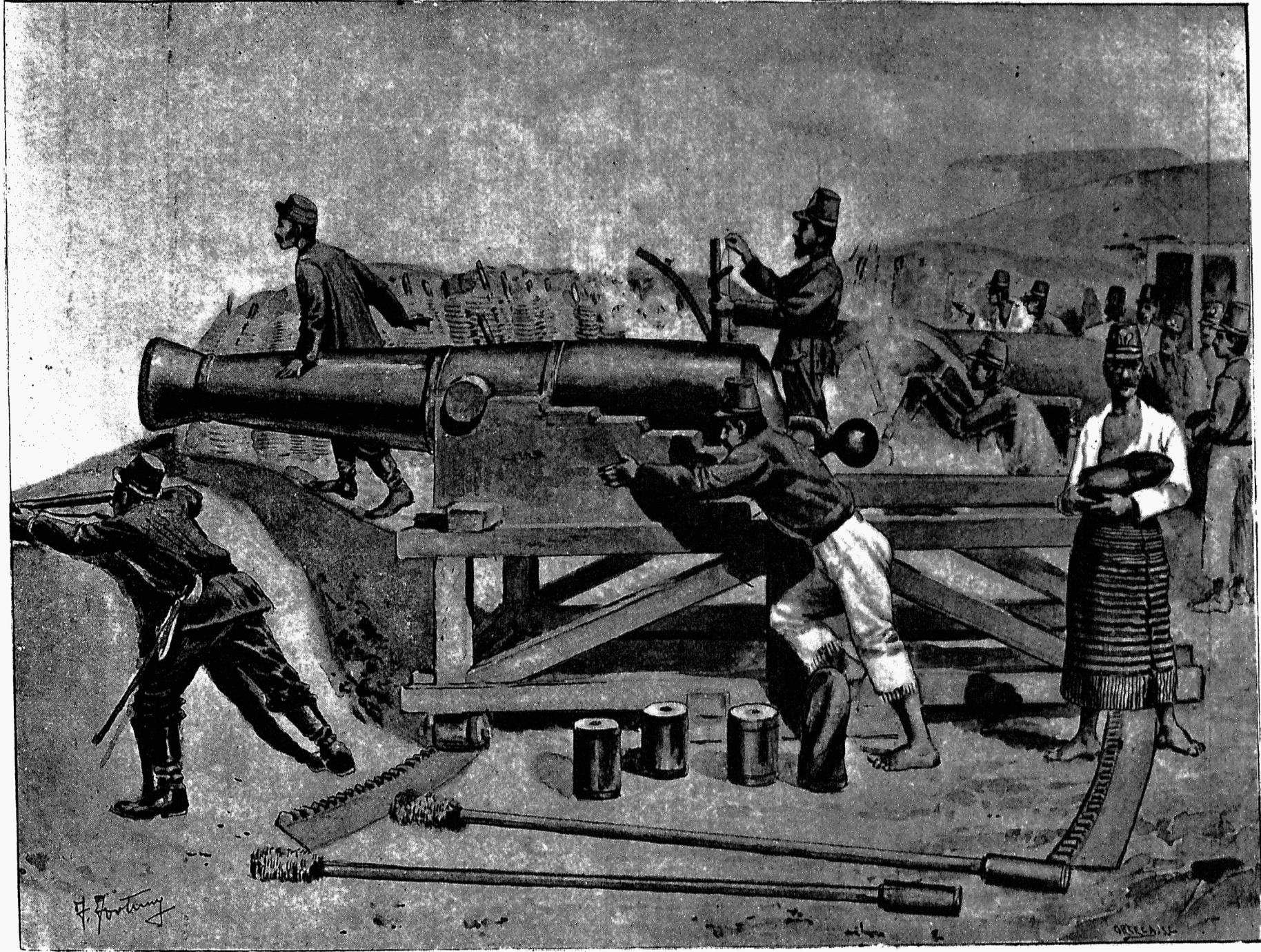
El cáñón "El Criollo" en batería. Los dos oficiales que figuran, uno arreglando el alza y otro observando, son los Comandantes Lucas Carrillo, paraguayo, y Jorge Thompson, inglés, al servicio de López.

López abandonó esa línea defensiva y encargó a Thompson iniciar una nueva, mucho más cerca de Asunción, la capital. Tras una efímera permanencia sobre el río Tebicuary, las fuerzas paraguayas se concentraron sobre el arroyo Piquisiry a mediados de septiembre de 1868.
A lo largo de la costa norte del arroyo, el ya teniente coronel Thomspon construyó una nueva línea de trincheras, de 10 kilómetros de largo, dominadas desde una fortificación especial, llamada las Lomas Valentinas. Para evitar ser superado por la escuadra, encargó al mismo Thompson que levantara en un estrecho pasaje del río Paraguay una nueva versión de las baterías de Humaitá, dominando el estrecho paso con decenas de grandes piezas de artillería. Thompson fue nombrado comandante de la batería.
El comandante brasileño, Marqués de Caxias, decidió esquivar las posiciones defensivas paraguayas: los acorazados brasileños forzaron el paso de Angostura y las tropas esquivaron la línea del Piquisiry atravesando unos 25 km. el Chaco, para reembarcarse al norte de Angostura y atacar las posiciones defensivas paraguayas desde la retaguardia. La Campaña del Piquisiry fue una maniobra exitosa para las fuerzas atacantes: López se vio obligado a oponerle fuerzas móviles, que fueron derrotadas en las batallas de Itororó y Abahí. Los paraguayos levantaron un último cerco defensivo en torno a Lomas Valentinas, pero éste era demasiado precario, y el ejército paraguayo fue completamente destruido en la Batalla de Lomas Valentinas, del 27 de diciembre. El presidente López abandonó el campo de batalla acompañado por unas decenas de soldados.
A continuación, fuerzas argentinas atacaron Angostura, mientras la escuadra brasileña bombardeaba esa posición. Tras una trabajosa negociación, el teniente coronel Thompson accedió a rendirse el 30 de diciembre junto a sus 1700 hombres,  aunque otras fuentes citan solo 600.
El coronel Juan Crisóstomo Centurión acusaría más tarde a Thompson de cobardía por esa rendición, y el presidente López lo declaró traidor por esa causa. Algunos defensores alegaron en su defensa que Thompson habría sido informado falsamente de la muerte de López. En cualquier caso, no era probable que Thompson imaginara que el presidente López intentaría una nueva resistencia, en la llamada Campaña de las Cordilleras, con menos de 15.000 hombres.

## Memorias de Thompson
Thompson hizo valer su condición de súbdito británico para ser puesto rápidamente en libertad y regresó a su país. Apenas llegado comenzó la publicación de sus memorias sobre la Guerra, que fue publicado de inmediato en inglés, y antes de fin de 1869 también en español.
En sus memorias, Thompson no solo rememora sus actuaciones, sino que destaca repetidamente dos circunstancias: por un lado, las repetidas veces en que la inacción de la escuadra brasileña le dio tiempo de fortificar las sucesivas fortalezas, tanto la de Curupayty, como las de Humaitá y de Angostura.
Por otro lado, resalta las fallas en el sistema de conducción estratégica de López, que debía haberse determinado a defenderse pasivamente, y no a atacar, ya que repetidamente dividía sus tropas en ataques demasiado complejos, con lo que destruyó sus ejércitos. También acusaba a López por no consultar las operaciones con sus oficiales, a los que daba órdenes difíciles de interpretar, sin opciones operativas, y a los que castigaba por no haber obedecido órdenes de imposible cumplimiento. Por último – según algunas fuentes, despechado por el abandono del presidente durante la Batalla de Lomas Valentinas – acusaba a López de cobardía personal, con ejemplos durante las batallas de Curupayty y de Lomas Valentinas.
Respecto a esta última batalla, Thompson agrega también que resulta inexplicable que las fuerzas brasileñas hubieran permitido a López huir, cuando estaba completamente cercado. Achaca la responsabilidad del hecho enteramente en el Marqués de Caxias, preguntándose si lo hizo para continuar ocupando militarmente el Paraguay, para poder exterminar al resto de la población paraguaya, como resultado de connivencias con López, como efecto de la senilidad, o quizá para aprovecharse económicamente de la continuidad de la guerra.
En cuanto al sistema político imperante, destaca la falta de libertad de los paraguayos durante el gobierno de los López – padre e hijo – y los acusa de enriquecerse en el gobierno. Algunos comentaristas creen que Thompson confunde adrede a los López con el estado paraguayo. Afirma también Thompson que los dos López defendieron la memoria del dictador Francia, como forma de evitar ataques a su propio sistema absolutista.
Aún con las limitaciones que se puedan observar en las memorias de Thompson, éstas resultan una fuente muy valiosa para el estudio de la Guerra de la Triple Alianza. Fuera de las memorias de Thompson, solo se pueden agregar las obras del coronel Crisóstomo Centurión, del general Isidoro Resquín, del comandante Silvestre Aveiro y del británico George Mastermann, además del testimonio de distinta índole del padre Fidel Maíz.
Además de estas fuentes, las otras fuentes que suelen ser consultadas son los documentos públicos emanados del gobierno de López y los artículos de los escasos periódicos locales; ambas fuentes se destacan por lo exiguas. Y, por supuesto, las fuentes de los aliados y de los observadores extranjeros, ambas muy abundantes.

## Últimos años

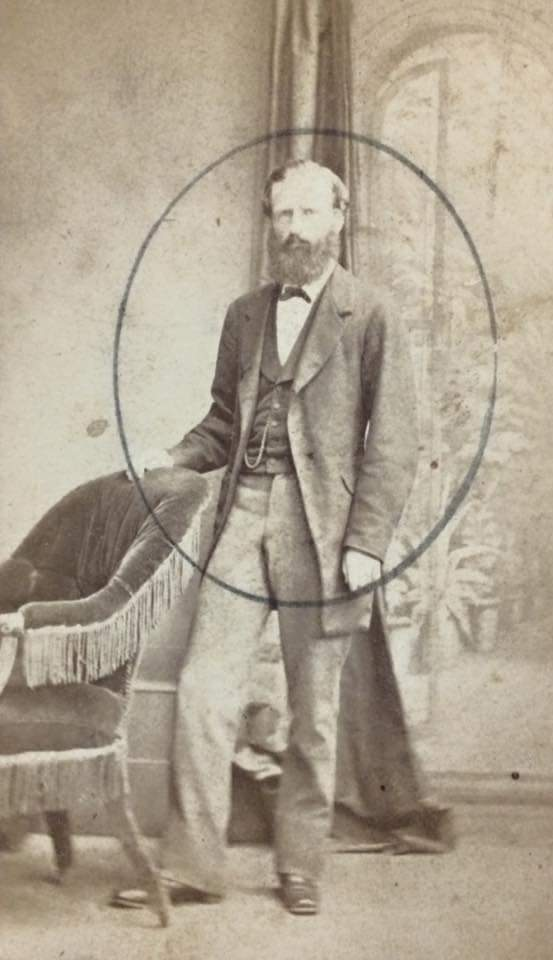

En 1870 se dirigió a Córdoba, en la Argentina, donde fue nombrado Presidente del Departamento Topográfico, e hizo y publicó un mapa de la provincia. Se casó con una dama paraguaya Francisca Antonia Haedo, con quien tuvo tres hijos. Regresó al Paraguay como gerente del ferrocarril de Asunción y Villa Rica en Paraguay, y permaneció en el país hasta el momento de su fallecimiento a los 37 años, después de una larga enfermedad. Fue enterrado en el Cementerio de los Protestantes, hoy conocido como el Cementerio Internacional, pegado al Cementerio de la Recoleta de Asunción.

## Homenajes
En su honor, el 6 de mayo de 1918 fue fundada la Colonia Thompson en el municipio de Ypané, una colonia agrícola establecida durante el gobierno de Manuel Franco, que hoy en día se constituye como uno de los barrios más importantes y poblados de la ciudad.
También en su homenaje, el 3 de febrero de 1936 fue fundado el Club Coronel Thompson, equipo de fútbol que participa en la Liga Deportiva Ypané, equivalente a la cuarta división del fútbol paraguayo.
Uno de sus nietos, el Dr. Quirno Daniel Codas Thompson fundó en 1938 el Instituto Codas Thompson conocido por ser el primero en ofrecer servicios de radiología.